# Chválu vzdejme, ó křesťané
Chválu vzdejme, ó křesťané, v původní podobě Chválu vzdejme, Moravané, též Chválu vzdejme svrchovaně je moravská mariánská poutní píseň, kterou v roce 1858 složil Ferdinand Pátek za pomoci Roberta Bauera jako písňovou parafrázi loretánských litanií. V jednotném kancionále, v němž má přepracovaný text, je označena číslem 802. Je psána ve tříčtvrtečním taktu a tónině D dur.